# Villa Zarzas
Villa Zarzas o Las Zarzas (en inglés: Briars Village o The Briars) es el principal asentamiento del distrito de Alarma Forestal en la isla Santa Elena. Se ubica en las coordenadas 15°56′27″S 5°42′32″O / -15.94083, -5.70889. Es considerado suburbio de la capital, Jamestown (ubicada al norte), por su cercanía a la zona alta de la ciudad.

## Historia y características
La localidad está situada en el punto más alto del Side Path, una empinada carretera que sale hacia el sur en la vertiente oriental del valle de Jamestown. Cuenta con algunas comodidades propias, y la población concurre a la cercana Jamestown para ir de compras y entretenimiento. También es también el hogar de la sede central del Cable and Wireless de la isla, que con sus grandes antenas parabólicas conectan Santa Elena con el resto del mundo. La parte alta del pueblo, es un asentamiento reciente de ciudadanos relativamente ricos.
Aquí es donde se encuentra el centro comunitario del distrito. En sus inicios era parte del distrito de Jamestown, hasta la creación de Alarma Forestal entre los años censales 1987 y 1998. En este sitio también se encuentra el "Pabellón de Briars", la primera residencia de Napoleón Bonaparte en Santa Elena, que desde 2004 forma parte de los Domaines français de Sainte-Hélène que son administrados y conservados como museo por el Ministerio de Asuntos Exteriores de Francia mediante su cónsul en Ciudad del Cabo, Sudáfrica.